# Vladimír Birgus
Vladimír Birgus (* 5. května 1954 Frýdek-Místek) je český fotograf, historik fotografie a vysokoškolský profesor.

## Život

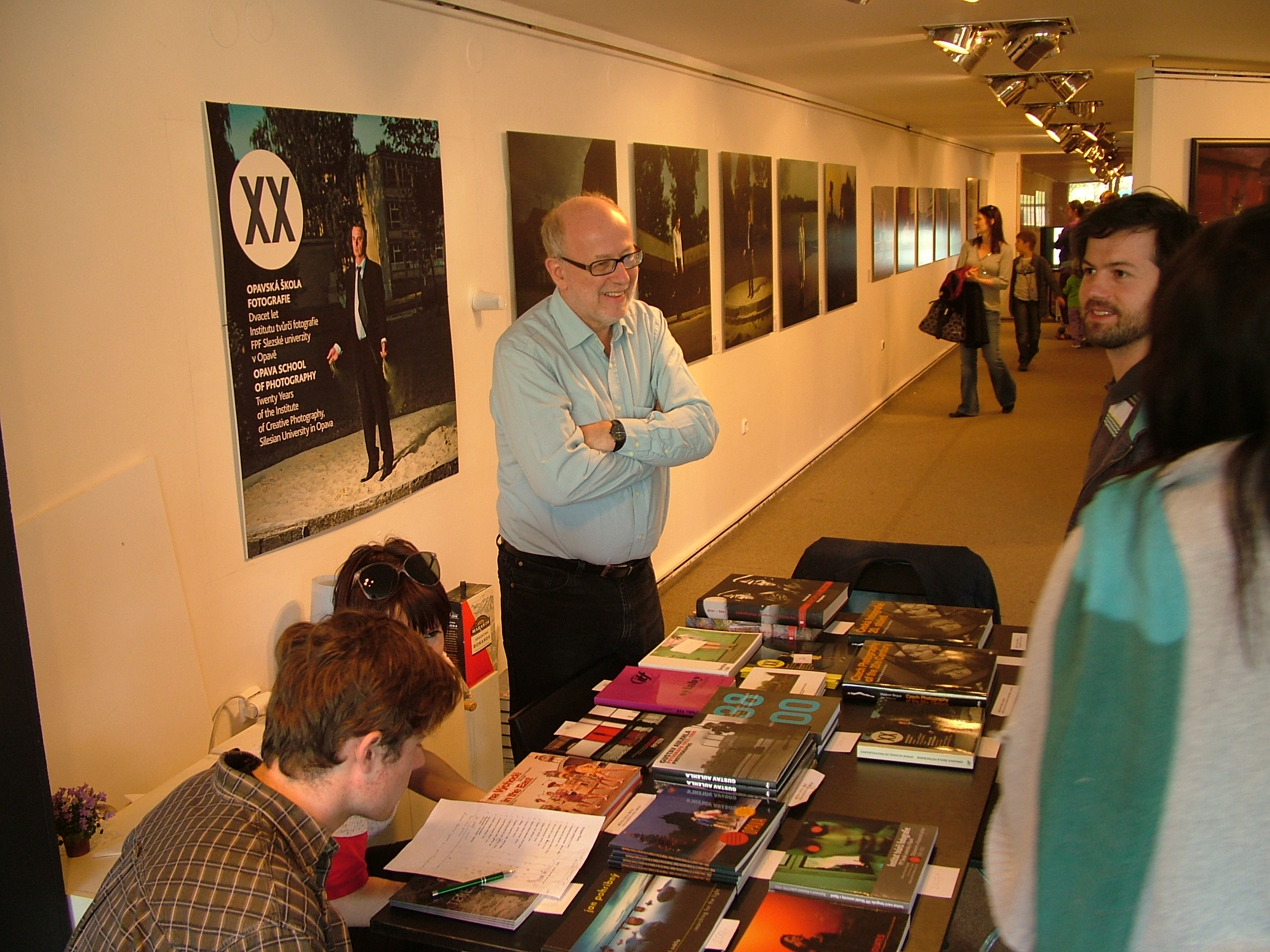
Vladimír Birgus, Prague Photo, 2011

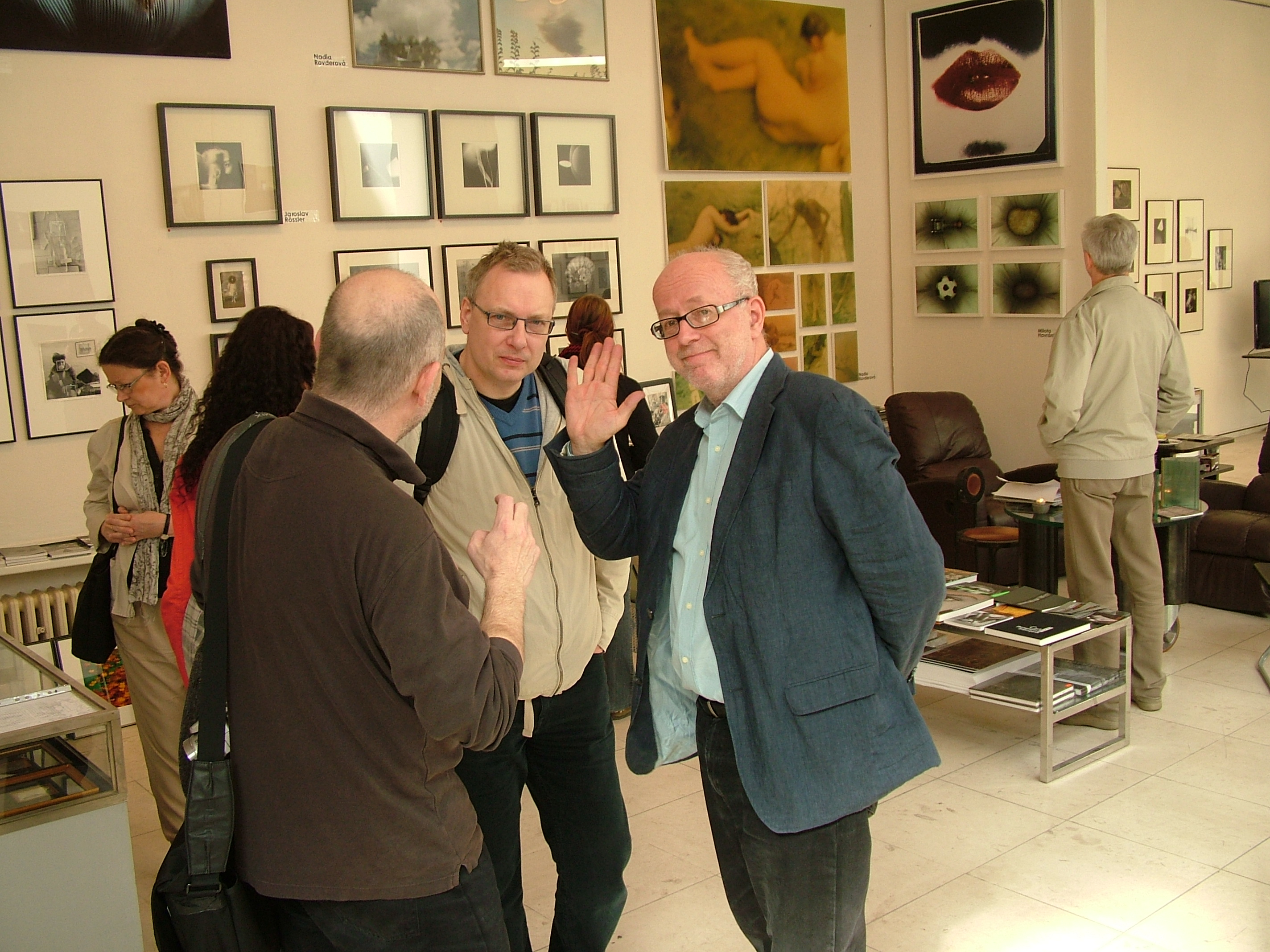
Vladimír Birgus, Prague Photo, 2011

Dětství prožil v Příboře. Navštěvoval zde základní školu a od deseti let fotografický kroužek pod vedením Rudolfa Jarnoty. Maturoval na gymnáziu v Olomouci-Hejčíně (1973).
Vystudoval obor literatura-divadlo-film na Filozofické fakultě Univerzity Palackého v Olomouci (1978, doktorát 1980). Paralelně mimořádně studoval fotografii FAMU v Praze (1974–1978).
Od roku 1978 byl asistentem na katedře fotografie na FAMU. Roku 1994 se stal docentem a od roku 1999 profesorem. V letech 1998–2002 vedl Kabinet dějin a teorie fotografie při katedře fotografie na FAMU a od roku 1990 je vedoucím Institutu tvůrčí fotografie Filozoficko-přírodovědecké fakulty Slezské univerzity v Opavě.
Byl členem Pražského domu fotografie (řadu let byl členem jeho správní rady). Je členem Rady vysokých škol, Vědecké rady Slezské univerzity v Opavě a Vědecké rady Filozoficko-přírodovědecké fakulty Slezské univerzity v Opavě. Kurátorsky připravil desítky výstav v českých i zahraničních galeriích (např. Česká fotografická avantgarda, Česká fotografie 20. století, Intimní svět Josefa Sudka), byl hlavním kurátorem výstav v Galerii Velryba v Praze, připravuje fotografické výstavy v Galerii Opera v Ostravě a v Kabinetu fotografie Domu umění v Opavě. Byl redaktorem časopisu Imago za Česko, vedoucím redaktorem Listů o fotografii a stálým spolupracovníkem časopisů Ateliér, Fotograf, FOTO, Photonews, European Photography, Kwartalnik Fotografia, Portfolio aj.

## Dílo
Vladimír Birgus je profesorem na Institutu tvůrčí fotografie Filozoficko-přírodovědecké fakulty Slezské univerzity v Opavě. Od začátku 70. let intenzivně fotografuje. Své práce dosud představil na více než šedesáti autorských výstavách ve světě (např. Praha, Brno, Ostrava, Olomouc, Plzeň, Pardubice, Bratislava, Varšava, Poznaň, Vratislav, Krakov, Katovice, Vilnius, Amsterdam, Salcburk, Berlín, Mnichov, Eisenach, Paříž, Tours, Moskva, Kyjev, Záhřeb, Novigrad). Jeho fotografie jsou součástí sbírek např. Uměleckoprůmyslového musea v Praze, Moravské galerie v Brně, Muzea umění Olomouc, Východočeské galerie v Pardubicích, Slovenské národní galerie v Bratislavě, Slezského muzea v Katovicích, Muzea Ludwig v Kolíně nad Rýnem, Evropského domu fotografie a Národní knihovny v Paříži, Muzea pro fotografické umění v Odense, Muzea moderního umění v San Francisku, Metropolitního muzea fotografie v Tokiu, Jokohamského muzea umění a dalších.

### Charakter tvorby
Práce Vladimíra Birguse z počátků jeho zájmu o fotografování se přikláněly k dobově aktuální aranžované fotografii. Od poloviny 70. let se však věnuje především dokumentární fotografii. Jako jeden z prvních u nás přešel od sociologických dokumentů s jasně čitelným obsahem k metaforicky a mnohem šířeji pojatým subjektivním fotografiím. V tehdejším Československu nenacházela na konci sedmdesátých let sociální fotografie velké společenské uplatnění. Jen ojediněle se objevovala na stránkách časopisů. Mnohé syrové fotografie, ukazující devastaci lidí a prostředí v době normalizace 70. a 80. let, Birgus publikoval až s dlouhým odstupem (soubor Tak mnoho, tak málo. Fotografie z doby, kdy se tak mnoho muselo a tak málo smělo).
Od svých studií na FAMU až do současnosti Vladimír Birgus rozvíjí soubor Cosi nevyslovitelného. Ten obsahuje snímky s obecnějšími tématy, u kterých není důležité, kde vznikly. Nekonvenčně komponovanou nearanžovanou momentní fotografií se Vladimír Birgus snaží o mnohovýznamovou výpověď s řadou vizuálních symbolů a metafor, ve které tematizuje lidský smutek, pocity vykořeněnosti, osamělost člověka uprostřed davu. Většinu fotografií tak můžeme vnímat jako pocity z velkých měst. Kontrast osoby a velkoměstské architektury. Pod zdánlivě jednoduchými a na první pohled snad i neatraktivními záběry se ukrývá mnoho vedlejších odkazů. Vše je možným nositelem sdělení. Fotografii neopatřuje obvyklým názvem, sloužícím jako nápověda pro diváka, ale jen datem a místem pořízení snímku.
Od počátku 80. let Vladimír Birgus fotografuje souběžně také na barevný inverzní film, od poloviny 90. let je v jeho snímcích barva zcela dominantní. Vladimír Birgus používá barvu jako výrazovou složku a snaží se o psychologické a emotivní působení barev. Takovýto snímek je pak stejně tak málo realistický jako fotografie černobílá, ale o to více vnitřně pravdivější.

## Zastoupení ve sbírkách (výběr)
- Moravská galerie v Brně
- Muzeum umění a designu Benešov
- Uměleckoprůmyslové museum v Praze

## Galerie

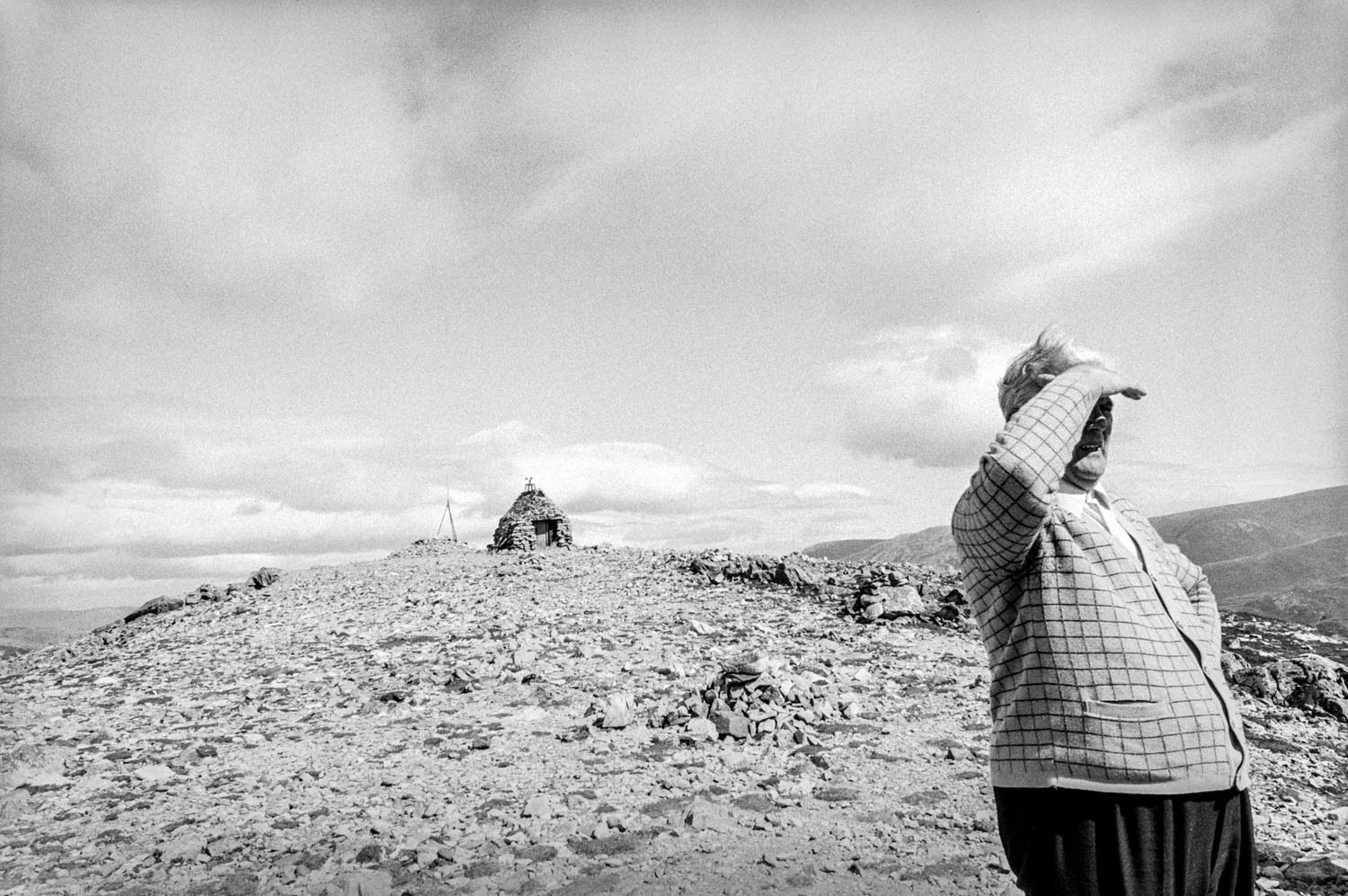
Vladimír Birgus, Skotsko, 1978
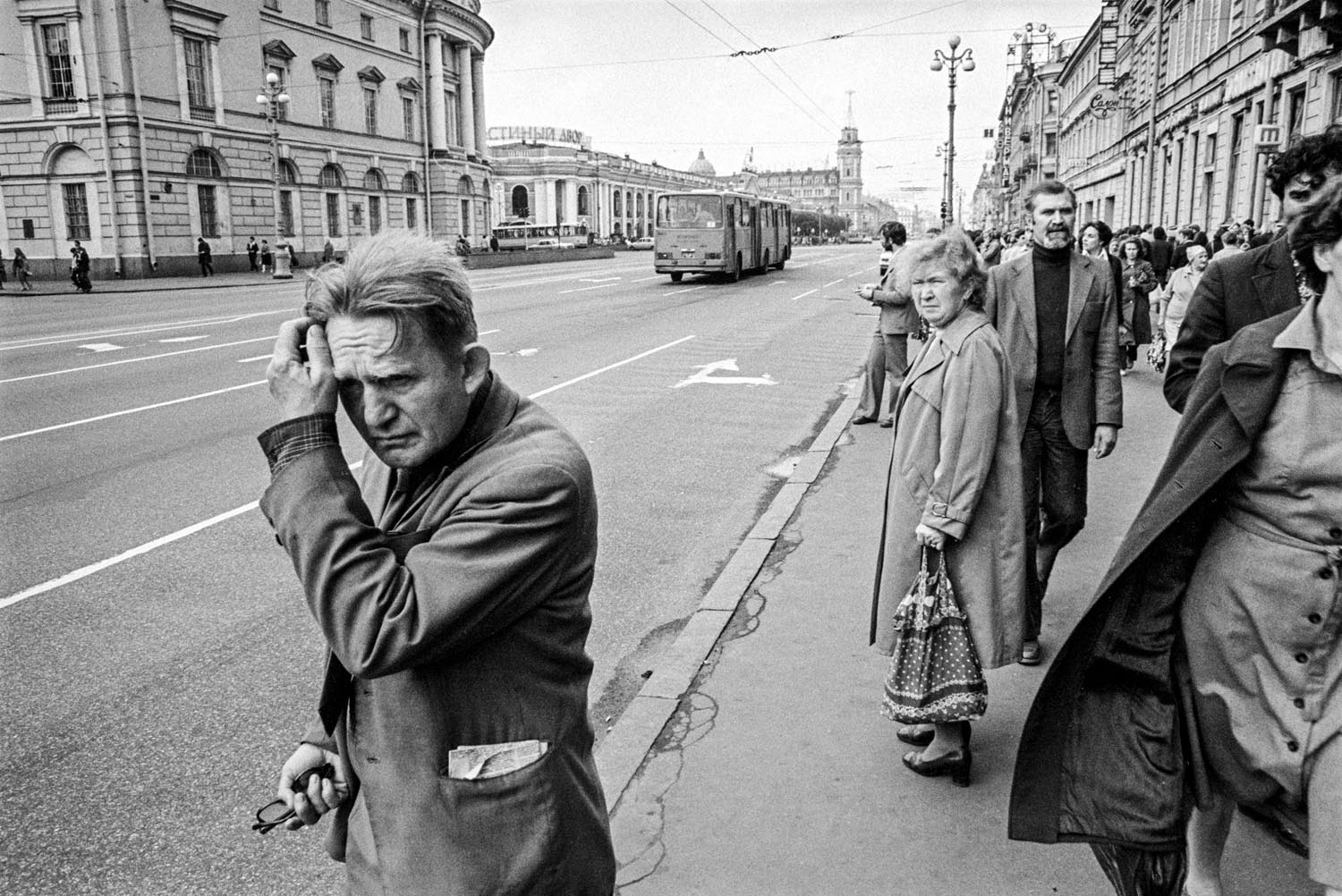
Vladimír Birgus, Leningrad, 1982
Vladimír Birgus, Kirgízie, 1981
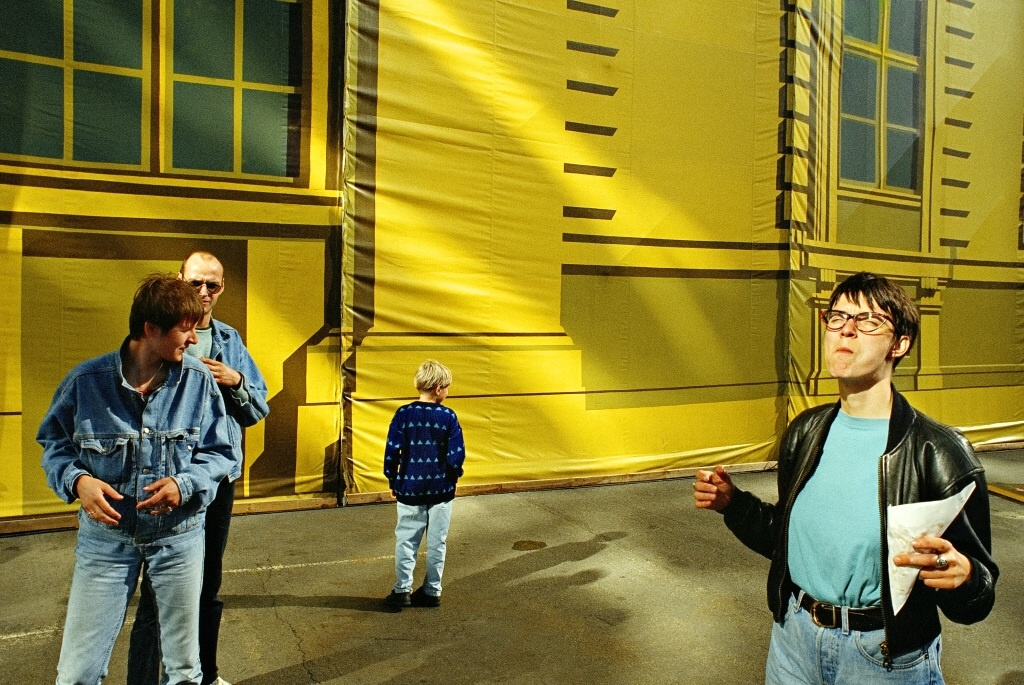
Vladimír Birgus, Berlín, 1993
Vladimír Birgus, Moskva, 2000
Vladimír Birgus, Barcelona, 2002
Vladimír Birgus, Miami, 2012
Vladimír Birgus, Miami Beach, 2012
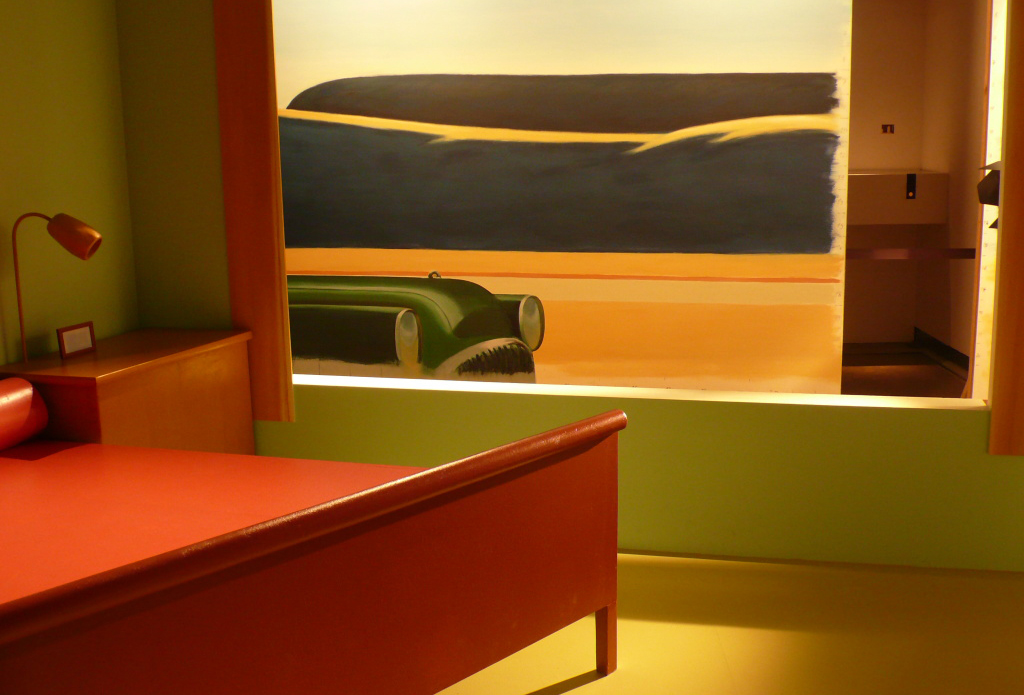
Vladimír Birgus, Vídeň, 2009
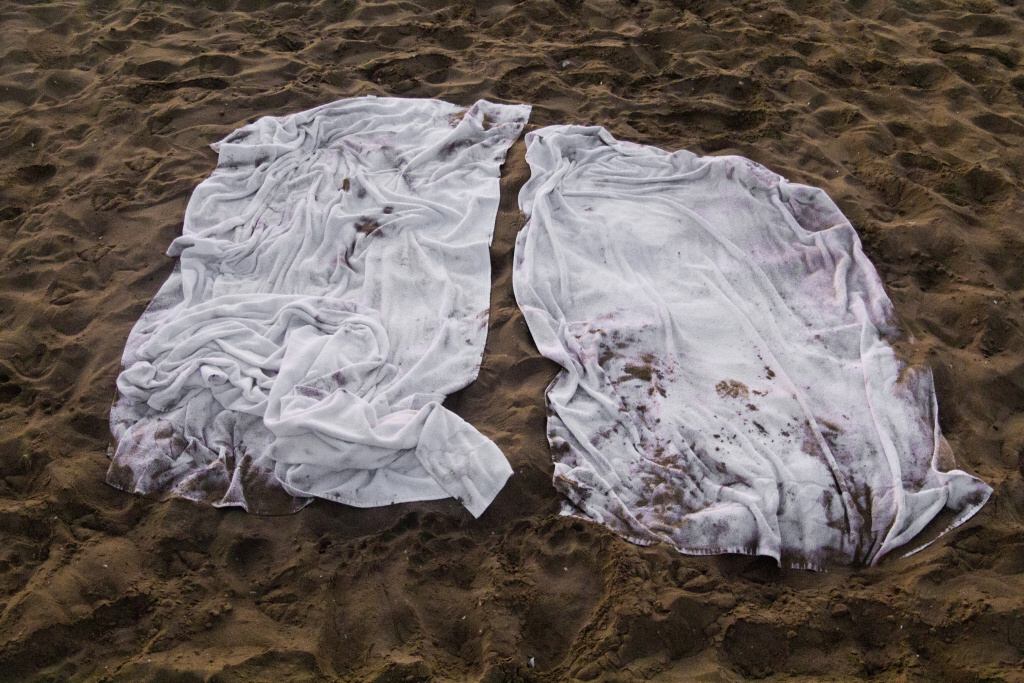
Vladimír Birgus, Benátky, 2011
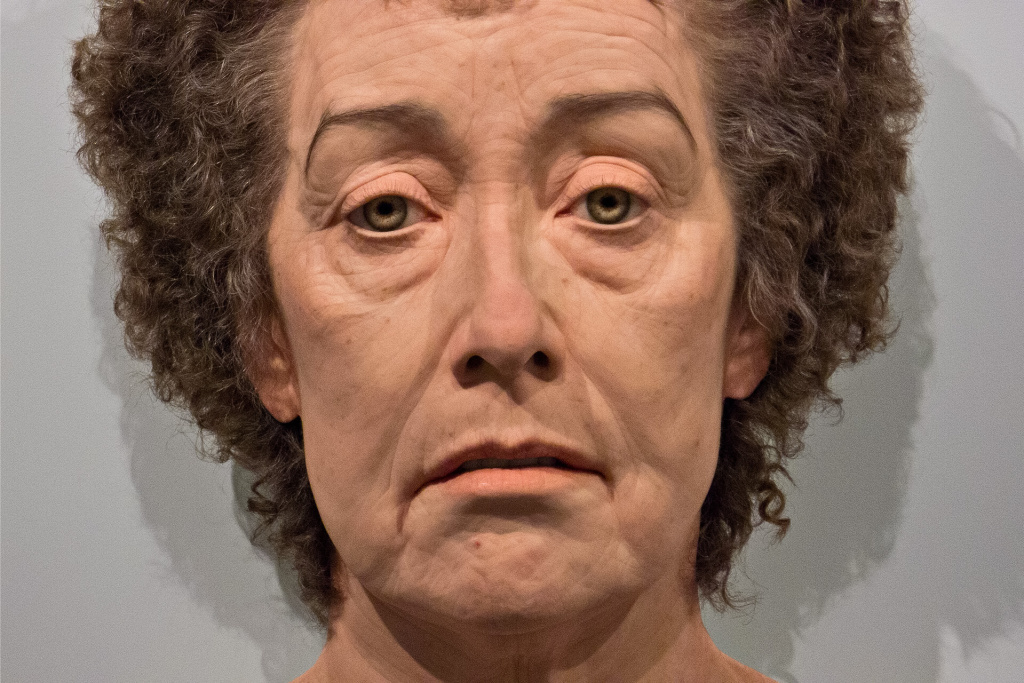
Vladimír Birgus, Toronto, 2012

## Kurátor výstav
- 2011 Jiří Hanke: Kladno - 80. léta, Leica Gallery Prague, 3. září — 20. listopad 2011. Fotografie vzniklé v rozpětí let 1980–1990 výhradně v Hankeho rodném městě Kladně, kde žije a kterému zasvětil většinu své fotografické práce. Na výstavě byly pohledy na město devastované totalitním režimem, ale obsahovaly též naději, která se po roce 1989 naplnila.[1]
- 2022 Petr Tausk: Portréty, Galerie Josefa Sudka, Uměleckoprůmyslové museum v Praze. Kurátoři: Jan Mlčoch, Vladimír Birgus. 2. března – 19. červen 2022.[2]
- 2024 Jiří Hanke: Otisky generace (1986-2024), Leica Gallery Prague, Praha, 20. listopad 2024 - 12. leden 2025.

## Výstavy

### Autorské výstavy (výběr)
- 1971 Galerie v podloubí, Olomouc
- 1972 Divadlo Rokoko, Praha
- 1976 Galerie mladých, Brno
  - Galerie v podloubí, Olomouc
- 1979 Galerie v podloubí, Olomouc
- 1980 Malá galerie Československého spisovatele, Praha
- 1981 Fotografijos salon,Vilnius
  - Fotografijos galerija,Kaunas
  - Fotografijos museos, Šiauliai
- 1984 Galeria ZPAF, Gorzów Wielkopolski (Polsko)
  - Výstavní síň Fotochema, Praha
- 1985 Canon Photo Gallery, Amsterdam
- 1986 Kellergalerie, München (s Wolfgangem Zurbornem)
- 1988 Stara galeria ZPAF, Warszawa

Museum für Photographie, Braunschweig (s Petrem Klimplem a Josefem Pokorným)
- - Komorní galerie fotografie Jaromíra Funkeho, Dům pánů z Kunštátu, Brno (s Petrem Klimplem a Josefem Pokorným)
  - Galerie 4, Cheb (s Petrem Klimplem a Josefem Pokorným)
- 1990 Salzburg College, Salcburk (Rakousko)
  - Galerie Mathurin, Tours (Francie)
  - Výstavní síň Foma, Praha
- 1992 Fotogalerie im Haus Böhl, Eisenach (Německo)
  - FM, Siegen (Německo)
- 1993 Galerie Friedrichstrasse, Berlin
- 1996 České centrum, Dom umenia, Mesiac fotografie, Bratislava
- 1997 Pražský dům fotografie, Praha
  - Galerie 4, Cheb
  - Dům umění města Brna, Brno
  - Slezské zemské muzeum, Opava
  - Galerie Opera, Národní divadlo moravskoslezské, Ostrava
- 1998 Galerie Caesar, Olomouc
- 1999 Galerie Stará pošta, Nový Jičín
  - Malá výstavní síň, Liberec
- 2000 Galerie Maceanas, Plzeň
- 2001 Centrum kultury „Zamek“, Poznań
  - Galeria pf, Poznań
- 2003 Pražský dům fotografie, Galerie Oskara Kokoschky, Praha
  - Tschechisches Zentrum, Berlín
  - BWA – Galeria Sztuki Wspólczesnej, Wrocław
  - Galerie Kolo, Kiev
- 2004 Muzej sovremennoj istorii Rosii, Fotobiennale 2004, Moskva
  - Galerie Měsíc ve dne, České Budějovice
  - Prospektos fotografijos galeria, Vilnius
  - Galeria Camelot, Kraków
  - Centre culturel tchéque, Paris
  - Galeria fotografii BB, Bielsko-Biala (Polsko)
- 2005 Východočeská galerie, Pardubice
  - Galeria Rigo, Novigrad (HR)
  - Foto galeria Lang, Samobor (HR)
  - Galerie Nova, Košice
  - Městské divadlo, Funkeho Kolín, Kolín
- 2006 Galerie na radnici, Příbor
  - Městské muzeum, Fotografický festival, Moravská Třebová
  - Tschechisches Zentrum, Monat der Fotografie, Wien
- 2007 Výstavní síň Foma Bohemia, Hradec Králové

Galeriea Badrov, Zagreb
- 2009 Europeans. Photographs by Vladimír Birgus, Jindřich Marco and Jindřich Štreit, Leica Gallery, New York
  - Galerie V8, Köln
  - Leica Gallery Prague, Praha
  - Stara Galeria ZPAF, V. Warszawski Festiwal Fotografii Artystycznej, Warszawa
  - Dom umenia, 19. Mesiac fotografie, 19. ročník, Bratislava
- 2010 Galerie Opera, Národní divadlo moravskoslezské, Ostrava
- 2011 Malá galerie České spořitelny. Kladno
- 2012 Lódźski Dom Kultury, Fotofestiwal, Lódź
  - Muzeum a galerie Novojičínska, Žerotínský zámek, Nový Jičín
  - Europeans – Vladimír Birgus, Jindřich Marco, Jindřich Štreit, Monat der Fotografie, Tschechisches Zentrum + Bank Austria, Wien
- 2014 Dům umění, Opava
  - Muzeum umění Olomouc
- 2015 Galerie Artinbox, Praha (s Jindřichem Štreitem)

Reduta, Brno (s Dušanem Kocholem)
- 2016 Oblastní galerie Liberec
- 2017 Muzeum Ślaskie, Katowice
  - Mesiac fotografie, Galéria Univerzitnej knížnice, Bratislava
- 2019 Tak mnoho, tak málo, Uměleckoprůmyslové museum v Praze, Dům U Černé Matky Boží, Praha[3]
- 2023 Samotáři, Kabinet fotografie v Galerii Kladenského zámku, 16. listopad 2023 - 18. únor 2024,[4]

- 2024 Červená a modrá, Leica Gallery Prague, 19. duben 2024 - 9. červen 2024[5]

### Skupinové výstavy
výběr
- 1970 Young Photographers Show Europe, München (1970 – 1976)
- 1974 Fotografia academica, Pardubice (1974–1976)
- 1976 Portrét v současné moravské fotografii, Galerie výtvarného umění, Hodonín
- 1978 Skupina Dokument, Galerie mladých, Brno
- 1980 Jeunes Photographes, Galerie Aréne, RIP, Arles
- 1982 Aktuální fotografie ze sbírek Moravské galerie, Moravská galerie, Brno
- 1984 Aspects of Czechoslovak Photography, Thackrey and Robertson Gallery, San Francisco
- 1985 27 Contemporary Czechoslovakian Photography, The Photographers´ Gallery, London (Bristol)
  - Il nudo nella fotografia dell´ Est Europeo,Torino Fotografia 85, Accademia Albertina, Torino (Amsterdam)
- 1986 Tělo v československé fotografii, Muzeum Kroměřížska, Kroměříž
- 1987 Aktuální fotografie 2–Okamžik, Moravská galerie, Brno (Cheb, Bechyně, Žďár nad Sázavou)
- 1989 Československá fotografie 1945-1989, Valdštejnská jízdárna, Praha
  - Contemporary Czechoslovak Photography, Holland Foto 89, Nieuwe Kerk,  Amsterdam
  - Československý listopad 1989, Výstavní síň Foma, Praha (České Budějovice, Hradec Králové, Graz, Strasbourg, Nürnberg)
- 1992 What s New: Prague, Art Institute of Chicago, Chicago
- 1993 Czech and Slovak Photography Between the Wars to the Present, Fitchburg Art Museum, Fitchburg, Massachusetts (Boston, Middlesbury, Seattle, Monaco)
- 2000 Akt v české fotografii, Císařská konírna, Pražský hrad (Muzeum umění Olomouc)
- 2001 Contemporary Czech Documentary Photography, 6. Internationale Fototage, Herten (Německo)
- 2002 Česká a slovenská fotografie 80. a 90. let 20. století, Muzeum umění Olomouc (Dom umenia, Bratislava)
  - Czech Documentary Photography, Leica Gallery, New York
- 2005 Česká fotografie 20. století, Galerie hlavního města Prahy – Městská knihovna, Praha
- 2006 Collection of the Museum for Photographic Art, Museet for Fotokunst Brandts, Odense (Dánsko)
- 2008 Třetí strana kostky. Česká a slovenská fotografie 1969–1989 ze sbírek Moravské galerie v Brně,  Moravská galerie, Brno
- 2009 Tschechische Fotografie des 20. Jahrhunderts, Kunst- und Ausstelungshalle der Bundesrepublik Deutschland, Bonn
- 2010 Úniky a návraty. Surrealistická fotografie v Československu, Moravská galerie, Brno
  - Darkness for Light. Czech Photography Today, Shiseido Gallery, Tokyo
- 2012 Civilizované iluze. Fotografická sbírka Muzea umění Olomouc, Muzeum umění Olomouc
  - Element F. Fotografie a umění ve druhé polovině 20. století, Moravská galerie, Brno
- 2015 30 let Galerie 4, Art Centrum Galerie 4, Cheb